# Bill Mumy

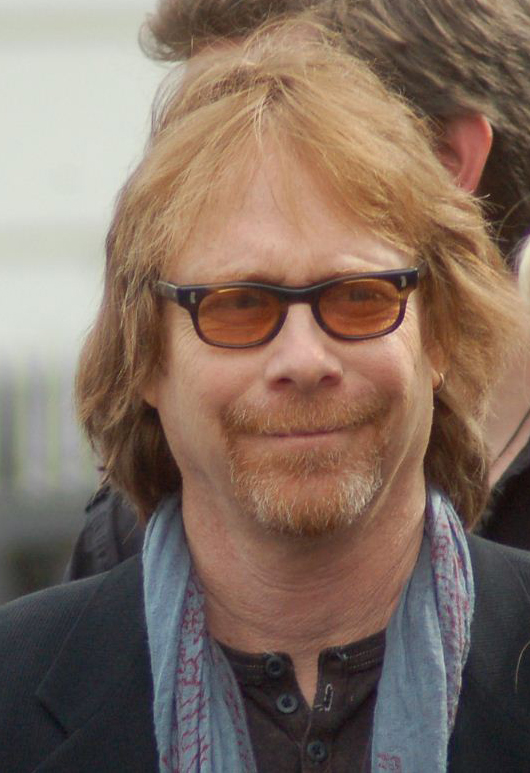
Bill Mumy (2012)

Charles William Mumy Jr. (* 1. Februar 1954 in San Gabriel, Kalifornien) ist ein US-amerikanischer Musiker und Schauspieler.
Mumy begann seine professionelle Karriere im Alter von fünf Jahren. Seitdem war er in über 400 TV-Sendungen, 16 Filmen und verschiedenen Werbespots zu sehen, arbeitete als Synchronsprecher, Musiker, Songschreiber und Schriftsteller. Bekannt ist er hauptsächlich durch seine Rollen als Will Robinson in der Science-Fiction-Serie Verschollen zwischen fremden Welten (1965–1968) und als Minbari Lennier in der Science-Fiction-Serie Babylon 5 (1994–1998). In dem Disney-Spielfilm Ein Frechdachs im Maisbeet spielte er den jugendlichen Sterling North.
Mit Miguel Ferrer und Bill Murray bildete er die Band The Jenerators.
Bill Mumy ist der Vater der US-amerikanischen Schauspielerin und Synchronsprecherin Liliana Mumy.

## Filmografie (Auswahl)
- 1963: Ein Kind wartet (A Child Is Waiting)
- 1963: Eine kitzlige Sache (A Ticklish Affair)
- 1963: Im Paradies ist der Teufel los (Palm Springs Weekend)
- 1965: Geliebte Brigitte (Dear Brigitte)
- 1965: The Munsters (Fernsehserie, Folge 1x25)
- 1965: Bezaubernde Jeannie (I Dream of Jeannie, Fernsehserie, Folge 1x11)
- 1965–1968 Verschollen zwischen fremden Welten (Lost in Space, Fernsehserie, 83 Folgen)
- 1968: Wild in den Straßen (Wild in the Streets)
- 1969: Ein Frechdachs im Maisbeet (Rascal)
- 1971: Denkt bloß nicht, daß wir heulen (Bless the Beasts & Children)
- 1973: Papillon
- 1983: Unheimliche Schattenlichter (Twilight Zone: The Movie)
- 1992: Double Trouble – Warte, bis mein Bruder kommt (Double Trouble)
- 1994–1998: Babylon 5 (Fernsehserie, 54 Folgen)
- 1995: Das Geheimnis der drei Wünsche (Three Wishes)
- 1998: Star Trek: Deep Space Nine (Fernsehserie, Folge 7x08)
- 2018–2019: Lost in Space – Verschollen zwischen fremden Welten (Lost in Space, Fernsehserie, 2 Folgen)